# Ernest I z Saksonii-Altenburga
Ernst I Friedrich Paul Georg Nikolaus von Sachsen-Altenburg (ur. 16 września 1826 w Hildburghausen, zm. 7 lutego 1908 w Altenburgu) – książę Saksonii-Altenburg z dynastii Wettynów.

## Życiorys
Urodził się jako najstarszy syn przyszłego księcia Saksonii-Altenburg Jerzego i jego żony Marii Ludwiki Meklemburgii-Schwerin. Studiował z bratem Maurycym na Uniwersytecie w Jenie, a następnie kontynuował studia na Uniwersytecie w Lozannie. Na 18 urodziny został odznaczony Saskim Ernestyńskim Orderem Domowym. W 1845 roku rozpoczął szkolenie wojskowe we Wrocławiu. Po ukończeniu nauki na Uniwersytecie w Lipsku Ernest rozpoczął służbę wojskową. Po nominacji na majora 28 kwietnia 1853 w Dessau poślubił księżniczkę Anhalt-Dessau Agnieszkę, córkę księcia Leopolda IV. Anhalt-Dessau. Wśród gości weselnych znalazł się król pruski Fryderyk Wilhelm IV.
Na tron wstąpił 3 sierpnia 1853, kiedy zmarł jego ojciec. Nie był aktywny politycznie, ale otwarty na kwestie społeczne. Doprowadził do uproszczenia administracji i większego rozwoju przemysłowego miasta. Od 1864 roku patronował pracom przy restauracji ratuszu w Altenburgu. W 1873 roku otwarto Muzeum Narodowe. W 9 lutego 1855 wydał zarządzenie o ścisłym porozumieniu wojskowym z Prusami. Tydzień później został mianowany na pruskiego generała à la suite. W czasie wojny prusko-austriackiej w 1866 roku, mimo osobistej sympatii dla wielu Wettynów i Austrii, zawarł sojusz wojskowy z Prusami. Konsekwencją ścisłego sojuszu z Prusami było przystąpienie Ernesta do Związku Północnoniemieckiego. Księstwo Saksonii-Altenburg w zamian za podporządkowanie się Prusom i przyjęcie narzuconego przezeń nowego porządku federalnego, otrzymało gwarancję niepodległości i nienaruszalności swojego terytorium.

## Rodzina
Ernset i Agnieszka mieli dwoje dzieci:
- księżniczkę Marię Fryderykę Leopoldynę (1854-1898)
- księcia Jerzego Leopolda Ernesta (1856-1856)

Po śmierci Ernesta I jego następcą został bratanek Ernest II.